# Senvion
La compañía Senvion SE fue una de las principales fabricantes de molinos de viento y centrales de energía eólica onshore y offshore de Europa. La empresa de ingeniería mecánica alemana desarrollaba, producía y comercializaba turbinas eólicas para todo tipo de sistemas y lugares, con potencias nominales de 2,0 a 6,15 MW y diámetros de rotor de 82 a 152 m.

## Historia
Aunque el grupo nació en 2001 con la fusión de las empresas “Jacobs energie”, HSW (Husum Shipyard) y “pro + pro energy systems” (filial de “aerodyn energiesysteme y Denker & Wulf), las raíces de la empresa se remontan a 1994, cuando fue presentado el primer sistema autosostenido de 500 KW. Durante los años siguientes una colaboración entre “Jacobs Energie” y “BWU” permitió desarrollar el sistema hasta 600 kW. En un principio, la configuración y montaje eran realizadas por la empresa “Denker & Wulf”, fundada en Sehestedt en 1995. La continuación de la empresa fue asegurada con la llegada de capital financiero, facilitando la fusión de las empresas con el nombre de REpower en 2004.
REpower comenzó a producir ProTec MD, una turbina de 1500 kW. Esta turbina fue proyectada por la empresa “pro + pro energy systems” y su licencia se tramitó conjuntamente entre las compañías “Jacobs Energie”, Nordex, Sudwind y Fuhrlander. Más tarde se consiguieron turbinas con 2 MW, 3 MW y hasta 5 MW. En mayo de 2007, Areva, uno de sus accionistas, intentó hacerse socio mayoritario de REpower. Una serie de licitaciones, dictó que sería Suzlon Energy, a detener la mayoría de las acciones por 1.3 billones. El acuerdo fue estructurado de forma a la Suzlon adquirir la parte de Martifer (Portugal) que en la altura detenía 22%, por 265 Millones. Suzlon fortaleció su posición comprando el 30% de las acciones en manos de Areva en junio de 2008, por más de 350 millones de euros. La inversión de la Suzlon hasta esta altura había sido de aproximadamente 1.6 Mil Millones de Dólares, lo que le confería 66% de las acciones de la REpower, el segundo mayor inversor era la Martifer. Por fin, a 31 de marzo de 2012, la Suzlon Energy pasó a detener 100% del capital de la REpower.
En 2014 a REpower pasó a llamarse Senvion, una sigla de: “S” sustentabilidad de sus productos; “EN” energía; “VI” visión; “ON” que significa en Inglés “conectar”.

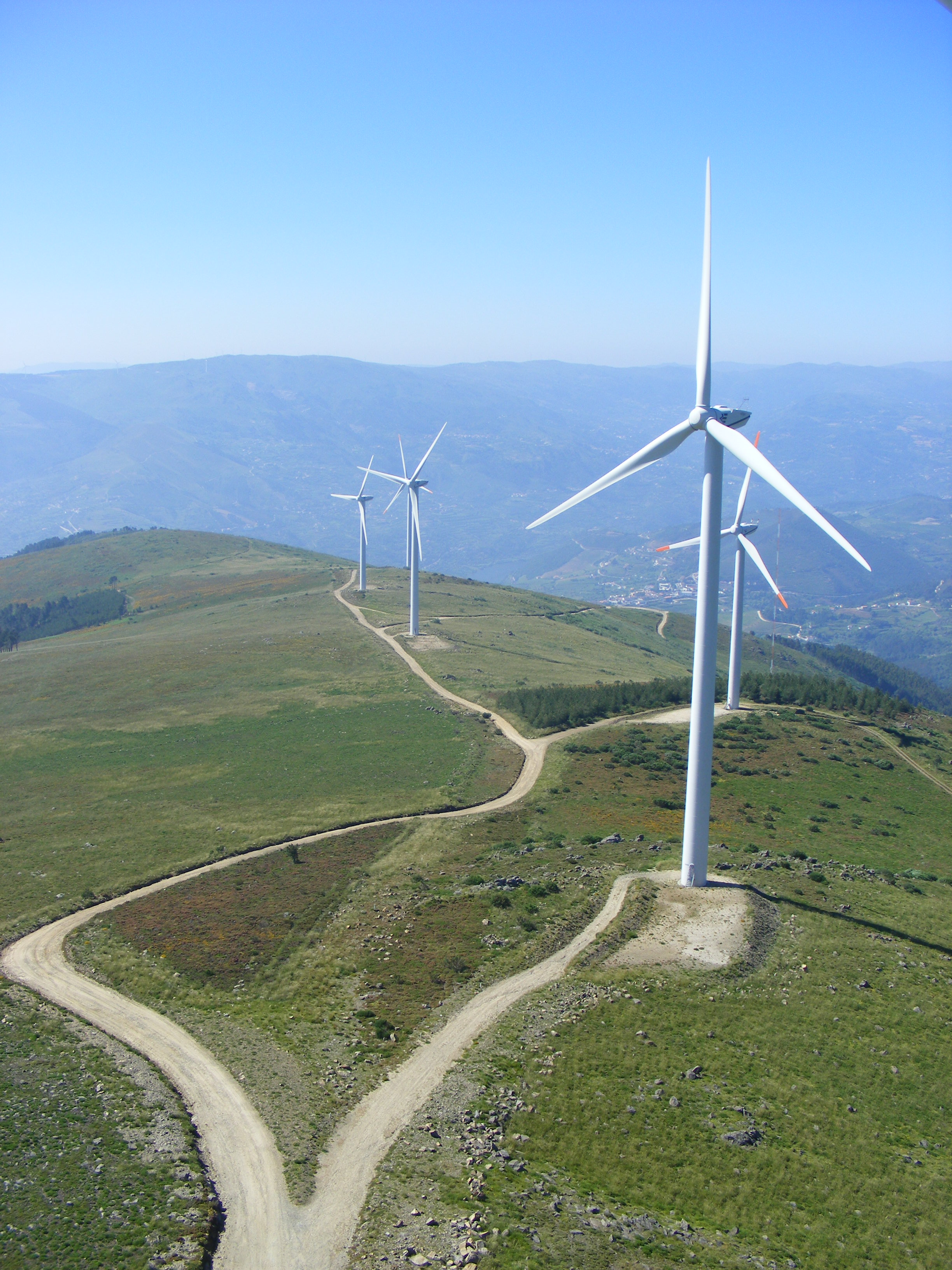
Parque eólico en Teixeiró

## Operaciones
Actualmente Senvion está presente en los mayores mercados de energía eólica de Europa: Francia, Portugal, Italia, España, Grecia y Reino Unido.Su presencia en Australia y Canadá es también muy relevante, donde posee una cota de mercado relevante.

## Productos
Los productos de la Senvion están divididos en tres categorías: MM (de la numeración romana 2000); 3M (de la numeración romana 3 x 1000); 6M (de la numeración romana 6 x 1000).

### Gamma MM
-MM82
Rotor con diámetro de 82 m,
Potencia de 2.050 kW
Cut-in Wind speed –  3.5 m/s
Nominal Wind speed – 14.5 m/s
Cut out Wind speed –  25.0 m/s
Certificación – Up te lo IEC Class IBA, up te lo WZ 4
-MM92
Rotor con diámetro de 92 m
Potencia de 2.050 kW
Cut-in Wind speed – 3.0 m/s
Nominal Wind speed – 12.5 m/s
Cut out Wind speed – 24.0 m/s
Certificación – Up te lo IEC Class IB, up te lo WZ 3
-MM100
Rotor con diámetro de 100 m
Potencia de 2.000 kW
Cut-in Wind speed – 3.0 m/s
Nominal Wind speed – 11.0 m/s
Cut out Wind speed – 22.0 m/s
Certificación – IEC Class IIB, WZ 3
-3.4M104
Rotor con diámetro de 104 m
Área Rotor – 10,207 m²
Potencia de 3.400 kW;
Cut-in Wind speed – 3.5 m/s
Nominal Wind speed – 13.5 m/s
Cut out Wind speed – 25.0 m/s

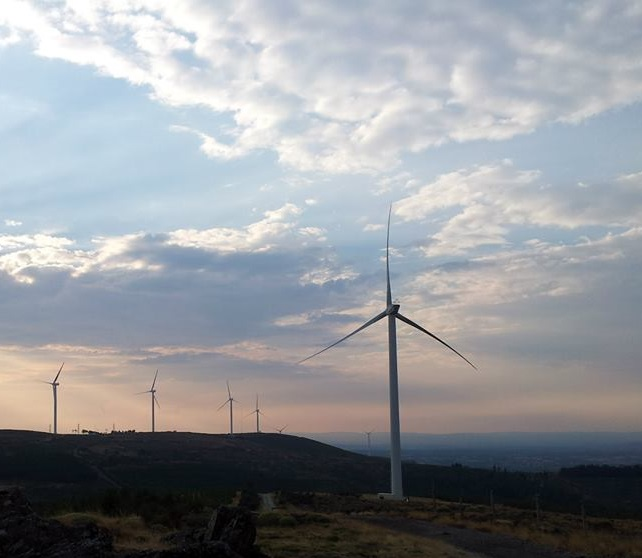
Aerogeneradores de Senvion en Serra Alta, Guarda (Portugal).

Certificación - IEC Class IB/IIA, WZ 4
-3.2 M114
Rotor con diámetro de 114m;
Potencia de 3.200 kW;
Cut-in Wind speed – 3.0 m/s
Nominal Wind speed – 12.0 m/s
Cut out Wind speed – 22.0 m/s
Certificación – Up te lo IEC Class IIA, up te lo WZ 4
-3.0M122
Rotor con diámetro de 122m
Potencia de 3.000 kW
Cut-in Wind speed – 3.0 m/s
Nominal Wind speed – 11.5 m/s
Cut out Wind speed – 22.0 m/s
Certificación – IEC Class IIIA, WZ 3
-6.2M126
Rotor con diámetro de 126 m
Potencia de 6.150 kW
Cut-in Wind speed – 3.5 m/s
Nominal Wind speed – 14.0 m/s
Cut out Wind speed – 30.0
Certificación – Offshore IEC Class IB/S
-6.2M152
Rotor con diámetro de 152 m
Potencia de 6.150 kW
Cut-in Wind speed – 3.5 m/s
Nominal Wind speed – 11.5 m/s
Cut out Wind speed –  30.0 m/s
Certificación – Offshore IEC Class S

## Senvion en Portugal
En Portugal, Senvion cuenta con unidades industriales, técnicas, logísticas y comerciales. La compañía Senvion Portugal está presente en 5 localizaciones de norte a sur del país. Sus instalaciones fabriles están situadas en Oliveira de Frades y en Vagos, esta última es una fábrica de palas cuyo volumen de exportación asciende al 95 % de la producción (2013). Los centros técnicos y de mantenimiento están localizados en Lagos, Torres Vedras y Oliveira de Frades. Diariamente los equipos de mantenimiento están encargados de optimizar la producción de más de 200 MW instalados en Portugal. La oficina comercial de Senvion se encuentra en Oporto, en la zona de Boavista.

### Offshore
El término offshore (fuera de la costa) se refiere a la construcción de parques eólicos en zonas marítimas. Esta forma de obtención de energía eléctrica a partir del viento es cada vez más utilizada, porque la fuerza del viento es más potente fuera de la costa. Senvion fue una de las empresas pioneras en esta tecnología, lo que le permitió acumular gran experiencia y eficiencia en la construcción de turbinas. Para estos pedidos, los productos más indicados residen en la gamma 6.XM, donde Senvion interviene desde el diseño inicial, pasando por la construcción, montaje y mantenimiento del parque eólico.